# Српска православна црква Вазнесења Господњег у Дечу
Српска православна црква Вазнесења Господњег у Дечу, месту у општини Пећинци, подигнута је 1831. године, као заштићено непокретно културно добро има статус споменика културе од великог значаја.

## Изглед
Црква посвећена празнику Вазнесења Христовог у Дечу је једнобродна грађевина са звоником. Познати српски дрворезбари Павле Бошњаковић и Георгије Девић израдили су црквени мобилијар 1834. године. Средином 19. века недовољно истражени сликар Константин Пантелић, који од четврте до осме деценије столећа ради по црквама Баната и Срема, извео је целивајуће и иконе за олтарску преграду.
Храм у Дечу одликују складне пропорције и хармонично решене фасаде. Класицистички дух се осећа како у смењивању лезена и степенасто увучених поља са сегментно завршеним прозорима, тако и у профилисаним венцима и фронтону над централним делом прочеља, где се налази и главни улаз у цркву. Архитектонска концепција иконостаса такође је у сагласју са стилским тенденцијама прве половине 19. века. Вишеспратна конструкција богато украшена биљним орнаментима носи преко тридесет представа појединачних фигура светитеља и празника, двери са надверјима као и Распеће са медаљонима Богородице и св. Јована. Пантелићев опус у Дечу заокружен је сликама рађеним за певнице и двадесет једном целивајућом иконом.